# أندرو ريان ماكجيل
أندرو ريان ماكجيل هو محامي وسياسي أمريكي، ولد في 19 فبراير 1840 في Saegertown, Pennsylvania ‏ في الولايات المتحدة، وتوفي في 31 أكتوبر 1905 في سانت بول في الولايات المتحدة. نشط حزبياً في الحزب الجمهوري. وقد انتخب عضو مجلس ولاية مينيسوتا ‏ وانتخب حاكم مينيسوتا ‏ (5 يناير 1887 – 9 يناير 1889).